# Блашкович, Диониз
Диониз Блашкович (2 августа 1913, Яблоника Словакия — 17 ноября 1998, Братислава Словакия) — чехословацкий и словацкий вирусолог и микробиолог, член Чехословацкой АН.

## Биография
В 1934 году переехал в Братиславу и посвятил этому городу всю оставшуюся жизнь. В 1934 году после переезда в Братиславу поступил в Словацкий университет, который окончил в 1939 году. После окончания данного университета, был направлен администрацией в институт гигиены, который входил в состав Словацкого университета, где он до 1946 года работал в качестве научного сотрудника. С 1947 по 1950 год заведовал отделом микробиологии Государственного института здравоохранения. В 1950 году был избран директором Словацкого института биологии. Данную должность он занимал до 1953 года. В 1953 году был избран директором института вирусологии и проработал в этой должности до распада ЧССР, после чего вплоть до своей смерти работал научным консультантом в данном институте.
Скончался Диониз Блашкович 17 ноября 1998 года в Братиславе.

## Научные работы
Основные научные работы посвящены общей и медицинской вирусологии.

## Членство в обществах
- 1966—91 — Иностранный член АН СССР.
- Член Германской академии естествоиспытателей «Леопольдина».
- Член Нью—Йоркской АН.

## Награды и премии
- 1951 — Государственная премия ЧССР.
- Медаль имени Я. Пуркине.